# Reptile Database
База даних рептилій (Reptile Database) — це наукова база даних, яка збирає таксономічну інформацію про всі живі види рептилій (тобто жодних викопних видів, таких як динозаври). База даних зосереджена на видах (на відміну від вищих рангів, таких як родини) і містить записи для всіх наразі визнаних ~13 000 видів та їхніх підвидів, хоча зазвичай є час затримки до кількох місяців, перш ніж нові описані види стають доступні онлайн. База даних збирає наукові та загальноприйняті назви, синоніми, літературні посилання, інформацію про розповсюдження, інформацію про тип, етимологію та іншу таксономічно важливу інформацію. Нещодавно база даних також додала більш-менш повний список первинних типових зразків.

## Історія
Базу даних було засновано в 1995 році як EMBL Reptile Database, коли засновник, Пітер Уетц, був аспірантом Європейської лабораторії молекулярної біології (EMBL) у Гейдельберзі, Німеччина. Туре Ецольд розробив перший веб-інтерфейс для бази даних послідовностей ДНК EMBL, який також використовувався як інтерфейс для бази даних рептилій. У 2006 році базу даних перемістили до Інституту геномних досліджень (TIGR) і деякий час працювали як база даних рептилій TIGR, поки TIGR не було об'єднано з Інститутом Дж. Крейга Вентера (JCVI), де Уетц був доцентом до 2010 року. З 2010 року база даних підтримується на серверах у Чехії під керівництвом Петера Уетца та Ірі Гошека, чеського програміста. База даних відсвяткувала своє 25-річчя разом із AmphibiaWeb, якому у 2021 році виповнилося 20 років.

## Зв'язок з іншими базами даних
База даних про рептилій була учасником проекту Species 2000, який створив Catalogue of Life (CoL), мета-базу даних із понад 150 базами даних про види, які каталогізують усі живі види на планеті. CoL надає таксономічну інформацію для Encyclopedia of Life (EoL). База даних рептилій також співпрацює зі Всесвітнім реєстром морських видів (WoRMS), громадським науковим проектом iNaturalist і має посилання на базу даних Redlist МСОП. Таксономічна база даних NCBI пов'язана з базою даних рептилій.